# Pollo Tropical
Pollo Tropical (en français, « Poulet Tropical ») est une chaîne de restauration rapide basée à Miami en Floride. Spécialisée dans le poulet grillé et dans la cuisine antillaise, elle est détenue par le groupe Carrols.
Le premier restaurant Pollo Tropical ouvrit en novembre 1988 à Miami. Aujourd'hui, l'enseigne possède 75 unités dont 72 en Floride, deux dans le New Jersey et enfin une à Brooklyn. On retrouve également 20 autres franchises dans tous le Mexique et les Antilles dont 10 se trouvent à Puerto Rico.
La chaîne est célèbre pour sa recette de poulet grillé mariné dans un mélange d'herbes et de jus de fruits tropicaux, servit avec du riz et des haricots rouges. Elle propose également des plats d'accompagnements tels que des frites, des salades, des bananes plantains ou encore du manioc frit. Le gros poulet jaune servant de mascotte à l'enseigne a été créé en 1982 puis introduit en 1988, peu de temps après l'ouverture du premier établissement El Pollo Loco.